# Tobias Pflüger

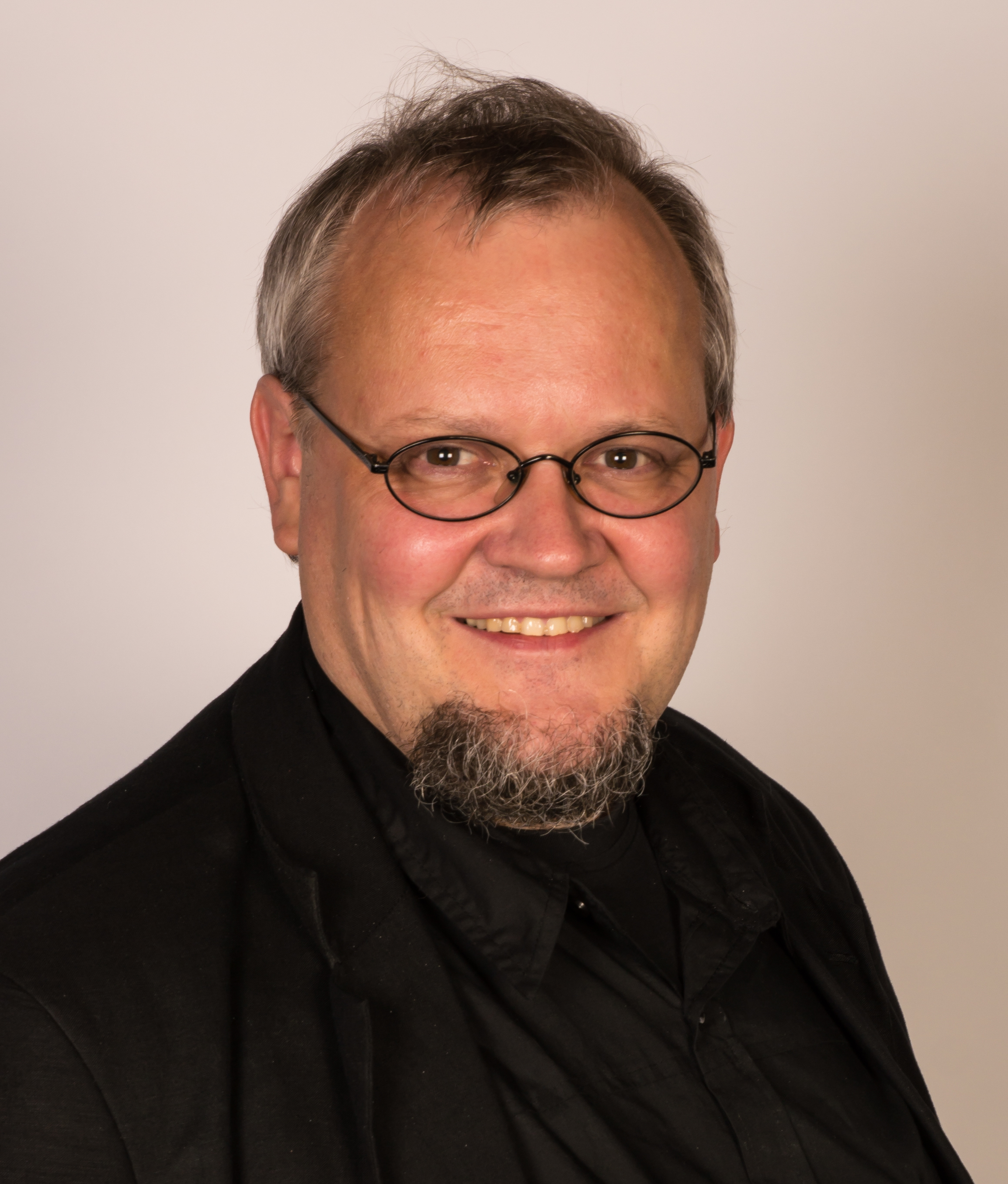
Tobias Pflüger

Tobias Pflüger este un om politic german, membru al Parlamentului European în perioada 2004-2009 din partea Germaniei.
1. ↑  basic data about the members of the Bundestag, accesat în 13 aprilie 2018
2. ↑   https://bundeswahlleiter.de/bundestagswahlen/2017/gewaehlte/bund-99/p.html Lipsește sau este vid: |title= (ajutor)
3. ↑  Deputații în Parlamentul European